# 제주특별자치도 지원위원회
제주특별자치도 지원위원회(濟州特別自治道 支援委員會)는 제주특별자치도에 설립하는 국제자유도시에 관한 사항과 이에 대한 제주특별자치도청의 성과목표 및 평가를 심의하기 위하여 설립된 국무총리 소속의 합의제 기관이다. 위원회는 국무총리가 겸임하는 위원장에 13부 장관과 법제처장 및 제주특별자치도지사, 국무총리가 임명 또는 위촉하는 1인을 더해 총 17인으로 구성되며, 사무처장은 고위공무원 가급(1급 상당)의 국무총리실 국정운영2실장이 겸임한다. 사무처는 서울특별시 종로구 수송동 146-1 이마빌딩 1305호에 위치하고 있다.

## 연혁
- 2003년 2월 : 노무현 대통령이 분권과 자율의 국정이념에 입각하여 종전의 한계를 뛰어넘는 "지방자치의 시범도" 추진의지 표명
- 2004년 11월 : 제주도,「특별자치도추진계획(안)」을 마련하여 정부 제출
- 2005년 5월 : 정부혁신위원회가 제주특별자치도 기본구상안 확정·발표
- 2005년 7월 : 국무총리 산하에 제주특별자치도추진위원회 및 기획단 발족[3]

## 주요 업무
- 제주특별자치도의 조직 및 운영에 관한 기본계획의 수립 및 시행에 관한 사항
- 제주특별자치도의 행정 및 재정자주권 제고와 국가의 제주특별자치도에 대한 행정·재정적 우대 부여 방안 마련에 관한 사항
- 국무총리와 제주특별자치도의 성과목표 및 평가에 관한 협약 체결 및 그 평가결과 활용에 관한 사항
- 제주특별자치도지사가 제주특별자치도의회 재적의원 3분의 2이상의 동의를 얻어 제주특별자치도와 관련하여 법률에 반영할 필요가 있는 사항에 대한 의견을 제출한 법률안의 검토 등에 관한 사항
- 제주특별자치도의 외교, 국방, 사법 등 국가존립사무를 제외한 사무에 대하여 중앙행정기관 권한의 단계적 이양에 관한 사항
- 특별지방행정기관의 이관 및 그에 따른 조치에 관한 사항
- 제주첨단과학기술단지의 지정·해제 및 개발에 관한 사항
- 제주국제자유도시개발센터의 사업추진 및 발전방안, 제주국제자유도시개발센터와 지방자치단체간 업무조정 등에 관한 사항
- 제주특별자치도의 행정규제자유화의 추진에 관한 사항
- 외국교육기관 및 외국의료기관의 유치 및 설립 지원에 관한 사항
- 국제적 교육환경 조성에 관한 사항
- 제주특별자치도의 경관관리에 관한 사항
- 위와 관련하여 제주특별자치도지사와 관계중앙행정기관의 장과의 협의 및 조정에 관한 사항
- 그 밖에 지원위원회의 위원장 또는 제주특별자치도지사가 필요하다고 인정하여 부의하는 사항

## 조직

### 위원회 구성

#### 위원장
- 국무총리

#### 위원 (20인)
- 기획재정부장관
- 교육부장관
- 과학기술정보통신부장관
- 외교부장관
- 통일부장관
- 법무부장관
- 행정안전부장관
- 문화체육관광부장관
- 농림축산식품부장관
- 산업통상자원부장관
- 보건복지부장관
- 환경부장관
- 고용노동부장관
- 국토교통부장관
- 해양수산부장관
- 중소벤처기업부장관
- 국무조정실장
- 법제처장
- 제주특별자치도지사
- 지방자치, 국제자유도시개발, 국무총리와 제주특별자치도의 성과목표 및 평가에 관한 협약 및 행정규제 등에 관하여 학식과 경험이 풍부한 자 중에서 국무총리가 임명 또는 위촉하는 자

#### 사무처장 (국무총리실 국정운영2실장 겸임)

##### 제주특별자치도정책관
- 총괄기획과
- 분권재정과
- 산업진흥과

## 사건·사고 및 논란

### 지원위원회 사무기구 활동기한 연장
2010년 7월 1일 민주당 강창일 의원(제주시 갑)이 제주특별자치도 지원위원회 사무기구의 유효기간을 5년 연장하는 법안을 발의했다. 제주특별자치도청의 국제자유도시 조성을 위한 핵심추진사업이 정부부처와 타 지방자치단체 등의 견제로 인해 답보상태에 머물고 있으나 현행법상 지원위원회 사무기구는 2011년 6월 30일이면 종료된다. 이에 대해, 강 의원은 "제주특별자치도와 국제자유도시 실현을 위해 남아있는 사업들의 대부분은 관계부처 및 타 지자체의 이해와 설득이 필요한 부분"이라며 "이를 위해서는 지원위원회 사무기구의 활동기한 연장은 필수적"이라고 발의 취지를 설명했다. 앞서 제주특별자치도의회도 지난 6월 열린 제270회 임시회에서 '제주특별자치도 지원위원회 사무기구 연장' 건의안을 채택, 국회와 정부 관계부처에 발송하기도 했다.
2011년 4월 14일 국회 행정안전위원회 법안심사소위원회가 특별자치도 4단계 제도개선 내용을 담은 제주특별법 개정안을 통과시킴에 따라 사무처 존속기한은 특별법 부칙으로 2014년 6월 30일까지로 3년을 연장하게 되었다.

## 같이 보기
- 제주국제자유도시개발센터